# Código Comercial Português de 1833
O primeiro Código Commercial Portuguez (Código Comercial Português, de acordo com o Novo Acordo Ortográfico), parcialmente ainda em vigor, foi aprovado por Decreto de 18 de Setembro de 1833. É conhecido pelo nome do seu autor, José Ferreira Borges (1786-1838), tendo sido amplamente revisto em 1888 por uma equipa liderada por Veiga Beirão (1841-1916), aprovados pela Carta de Lei de 28 de Junho de 1888, publicada no Diário do Governo n.º 203, de 6 de Setembro de 1888. O Código Comercial tem por objecto a regulação dos actos de comércio, sejam ou não comerciantes as pessoas que neles intervenham. Por isso, no seu art. 2.º se propõe a definição de actos de comércio.